# Mandy (quadrinhos)
Mandy é a principal personagem de quadrinhos para adultos de autoria do Dean Yeagle e publicados geralmente na revista playboy. 